# راس مودية (قارة)

تعديل مصدري - تعديل

راس مودية هي إحدى قرى عزلة قارة بمديرية قارة التابعة لمحافظة حجة، بلغ تعداد سكانها 427 نسمة حسب تعداد اليمن لعام 2004.